# 比乌萨克
比乌萨克（法語：Bioussac，法語發音：[bjusak]）是法国夏朗德省的一个市镇，属于孔福朗区。

## 地理
比乌萨克（46°1'52"N, 0°16'29"E）面积15.64 平方千米，位于法国新阿基坦大区夏朗德省，该省份为法国西部内陆省份，北起德塞夫勒省和维埃纳省，东临上维埃纳省，东南至多尔多涅省，南至多爾多涅省，西接滨海夏朗德省。
与比乌萨克接壤的市镇（或旧市镇、城区）包括：巴罗、孔达克、楠特伊昂瓦莱、泰泽艾济。

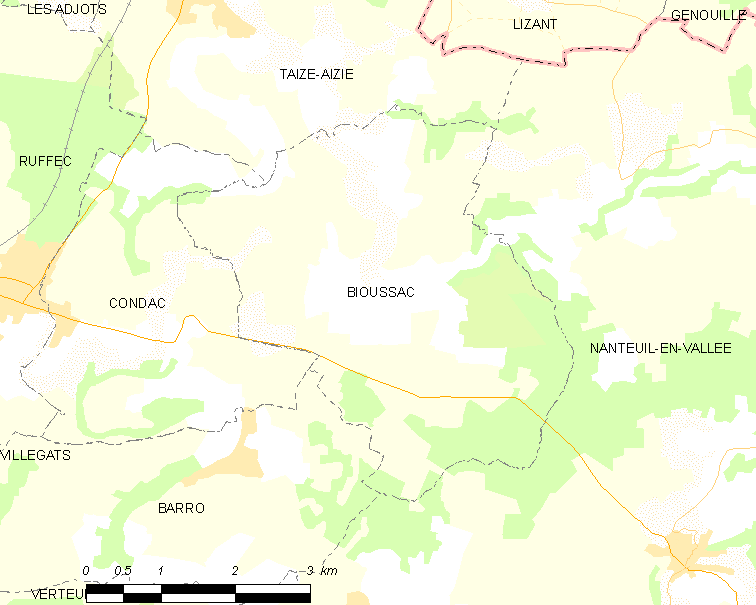
比乌萨克的OSM定位图

比乌萨克的时区为UTC+01:00、UTC+02:00（夏令时）。

## 行政
比乌萨克的邮政编码为16700，INSEE市镇编码为16044。

## 政治
比乌萨克所属的省级选区为夏朗德北县。

## 人口

1962-2008年间比乌萨克人口变化图示

比乌萨克于2022年1月1日时的人口数量为208人。